# Bernard III d'Anhalt-Bernbourg
Pour les articles homonymes, voir Bernard III.
Bernard III est un prince de la maison d'Ascanie né vers 1300 et mort le 20 août 1348. Il règne sur la principauté d'Anhalt-Bernbourg de 1323 à sa mort.

## Biographie
Bernard III est le fils ainé du prince Bernard II d'Anhalt-Bernbourg, et de son épouse Hélène, fille de Wisław II de Rügen.
Bernard succède à son père comme prince d'Anhalt-Bernbourg en 1323. Ses deux jeunes frères Henri et Othon renoncent à leurs droits pour devenir respectivement dominicain et franciscain. De ce fait, il devient le seul prince à régner sur Bernbourg. Concurremment à son titre de prince d'Empire, il utilise également ceux de « comte Ascanien » et de « seigneur de Bernbourg ».

## Mariages et descendance
En 1328, Bernard épouse Agnès (vers 1310 – 4 janvier 1338), fille de l'électeur Rodolphe Ier de Saxe. Ils sont cousins : l'arrière-grand-père d'Agnès, Albert Ier de Saxe, était le frère d'Henri Ier d'Anhalt, l'arrière-grand-père de Bernard. Leur union nécessité une dispense papale, obtenue le 8 mai 1328 à Avignon. Ils ont quatre enfants :
- Bernard IV (mort le 28 juin 1354), prince d'Anhalt-Bernbourg ;
- Henri IV (mort le 7 juillet 1374), prince d'Anhalt-Bernbourg ;
- Albert (mort le 1er août 1336) ;
- Sophie (morte le 18 décembre 1362), épouse le 12 mars 1346 Guillaume II de Brunswick-Lunebourg.

En 1339, Bernard se remarie avec Mathilde (morte vers 1342), fille d'Albert Ier d'Anhalt-Zerbst. Bernard est aussi un proche parent de sa nouvelle femme : le grand-père de Mathilde, Siegfried Ier d'Anhalt-Zerbst, est le frère cadet de Bernard Ier d'Anhalt-Bernbourg, le grand-père de Bernard. La dispense pontificale pour leur union est établie à Avignon le 20 février 1342. Ils sont peut être les parents d'une fille (parfois considérée comme issue du premier ou du troisième mariage de Bernard III) :
- Catherine (morte le 30 janvier 1390), épouse en premières noces le 6 octobre 1356 Magnus II de Brunswick-Lunebourg, puis en secondes noces en 1373/1374 Albert de Saxe-Wittemberg.

Après 1343, Bernard se marie une troisième fois avec une autre Mathilde (morte après le 28 juin 1354), fille de Magnus Ier de Brunswick-Göttingen. Ils ont deux enfants :
- Othon III (mort le 27 février 1404), prince d'Anhalt-Bernbourg ;
- Gertrude, épouse avant le 12 août 1371 le comte Günther XII de Schwarzbourg.